# Belgrado Challenger 2009
Il Belgrado Challenger 2009, noto anche come GEMAX Open per motivi di sponsorizzazione, è stato un torneo professionistico di tennis maschile giocato sul sintetico, che faceva parte dell'ATP Challenger Tour 2009. Si è giocato a Belgrado in Serbia dal 15 al 21 febbraio 2009.

## Partecipanti

### Teste di serie
| Nazionalità | Giocatore           | Ranking* | Testa di serie |
| ----------- | ------------------- | -------- | -------------- |
| Serbia      | Viktor Troicki      | 46       | 1              |
| Serbia      | Janko Tipsarević    | 49       | 2              |
| Ucraina     | Serhij Stachovs'kyj | 80       | 3              |
| Belgio      | Olivier Rochus      | 117      | 4              |
| Serbia      | Ilija Bozoljac      | 136      | 5              |
| Slovacchia  | Karol Beck          | 137      | 6              |
| Russia      | Michail Elgin       | 142      | 7              |
| Germania    | Daniel Brands       | 145      | 8              |

- Ranking al 9 febbraio 2009.

### Altri partecipanti
Giocatori che hanno ricevuto una wild card:
- Toni Androić
- Filip Krajinović
- Janko Tipsarević
- Nenad Zimonjić

Giocatori passati dalle qualificazioni:
- Matthias Bachinger
- Dominik Hrbatý
- Dieter Kindlmann
- Harel Levy

## Campioni

### Singolare
Viktor Troicki ha battuto in finale  Dominik Hrbatý con il punteggio di 6–4, 6–2

### Doppio
Michael Kohlmann /  Philipp Marx hanno battuto in finale  Aisam-ul-Haq Qureshi /  Lovro Zovko con il punteggio di 3–6, 6–2, 10–8